# 卡佩伦 (安特卫普省)
卡佩伦（荷蘭語：Kapellen，荷蘭語發音：[kɑˈpɛlə(n)] ⓘ）是比利时弗拉芒大區安特衛普省安特衛普區的一个市镇，西北与荷兰接壤，通行荷蘭語，是弗拉芒社群的一部分，面积37.11平方千米，人口26,981人（2020年1月1日）。